# Vintergatan (visualiseringsmodell)
Vintergatan är ett ramverk och en metod för att skapa, underhålla och tillämpa Enterprise Architecture (EA). Vintergatan som ramverk och metod skapades 2013 av Annika Klyver på IRM, Sverige och har utvecklats sedan dess. Cecilia Nordén, IRM skrev boken "Vintergatan" 2018.  
Vintergatan är en industristandard som är tillgänglig kostnadsfritt för alla organisationer som önskar utveckla och arbeta med Enterprise Architecture. Det har byggts upp under ett antal år genom ett öppet deltagande och samarbete mellan enterprisearkitekter. EA med Vintergatan skapar förutsättningar för verksamheten att leva upp till ökade krav på flexibilitet och effektivisering.
Vintergatan bygger på att visualisera flöden och förmågor genom att rita upp de i förhållande till varandra och organisationens "puls". Metoden hanterar bland annat affär, information, applikation och teknik. Metoden innehåller verktyg för att beskriva, mäta och styra en organisations arkitektur. Dessutom är värdeflöden centrala i visualiseringen.